# Nyassa (Schiff)
Die Nyassa war ein portugiesisches Passagierschiff, das der Norddeutsche Lloyd 1906 als Reichspostdampfer Bülow in Dienst gestellt hatte. 1914 wurde es in Lissabon interniert, 1916 beschlagnahmt und als Tras-os-Montes für die Versorgung der Entente eingesetzt. Von 1924 bis zum Abwracken 1951 verkehrte sie für die Companhia Nacional de Navegação.

## Bau und technische Daten
Als siebtes Schiff der elf Einheiten umfassenden Feldherren-Klasse hatte der Norddeutsche Lloyd den Neubau bei Joh. C. Tecklenborg in Geestemünde bestellt, um die Wirtschaftlichkeit seines Ostasiendienstes zu verbessern. Die zuvor eingesetzten Schiffe der Barbarossa-Klasse waren zu groß und zu schnell, die kleinere Feldherren-Klasse und damit auch die Bülow konnten wirtschaftlicher betrieben werden.
Unter der Baunummer 209 wurde der Neubau in Geestemünde auf Kiel gelegt, lief am 21. April 1906 vom Stapel und wurde auf den Namen Bülow getauft. Sie war 146,52 Meter lang, 17,56 Meter breit und hatte einen Tiefgang von 11,80 Metern. Sie war mit 9028 BRT bzw. 5034 NRT vermessen und hatte eine Tragfähigkeit von 9200 Tonnen. Zwei Vierfach-Expansions-Dampfmaschinen der Werft erzeugten 6500 PS und ermöglichten über zwei Schrauben eine Geschwindigkeit von 15,0 Knoten. Ihre Unterkünfte boten 2319 Passagieren Platz, davon 107 in der Ersten, 113 in der Zweiten und 126 in der Dritten Klasse sowie 1973 im Zwischendeck. Die Besatzung bestand aus 185 Mann.

## Geschichte

### Bülowdes Norddeutschen Lloyd (1906–1916)
Mit der Ablieferung an den Norddeutschen Lloyd am 22. September 1906 wurde Bremen Heimathafen des Schiffes. Bereits vier Tage später lief die Bülow am 26. September 1906 von Bremerhaven zur Jungfernfahrt nach Ostasien aus. Die Reederei setzte das Schiff als Reichspostdampfer ein, jedoch wechselten die Routen zwischen dem Fernen Osten, Australien und Nordamerika.
Nach der Jungfernfahrt folgte am 23. Januar 1907 die erste Reise von Bremerhaven nach Australien und am 11. Januar 1908 die erste Reise von Bremerhaven nach New York. Bis 1914 führte die Bülow insgesamt drei Australien-, 18 Ostasien- und fünf New-York-Reisen durch.
Im Streit zwischen den beiden Konkurrenten Hapag und Norddeutscher Lloyd um den Reichspostdienst nach Ostasien zeichnete sich im Sommer 1914 eine Einigung ab. Beide Reedereien beabsichtigten eine gemeinsame Betriebsgesellschaft für diesen Dienst zu bilden. Dazu sollte der Norddeutsche Lloyd vier Schiffe der Feldherren-Klasse verkaufen, darunter die Bülow. In einem ersten Entwurf lag bereits ein Fahrplan für den Gemeinschaftsdienst vor, der ab 15. Oktober in Hamburg starten sollte. Mit dem sich abzeichnenden Ersten Weltkrieges wurden die Pläne am 3. August auf unbestimmte Zeit verschoben.
Die Marine hatte die Bülow wie auch einige Schwesterschiffe für den Kriegsfall als Hilfskreuzer vorgesehen, was bei der Bülow nicht umgesetzt werden konnte. Bei Kriegsbeginn im August 1914 befand sie sich auf der Ausreise und konnte nicht mehr nach Deutschland zurückkehren. Sie fuhr in das damals neutrale Portugal und ließ sich am 3. August 1914 in Lissabon internieren, wo sie aufgelegt wurde.

### Tras-os-Montesder Transportes Maritimos Do Estado (1916–1924)

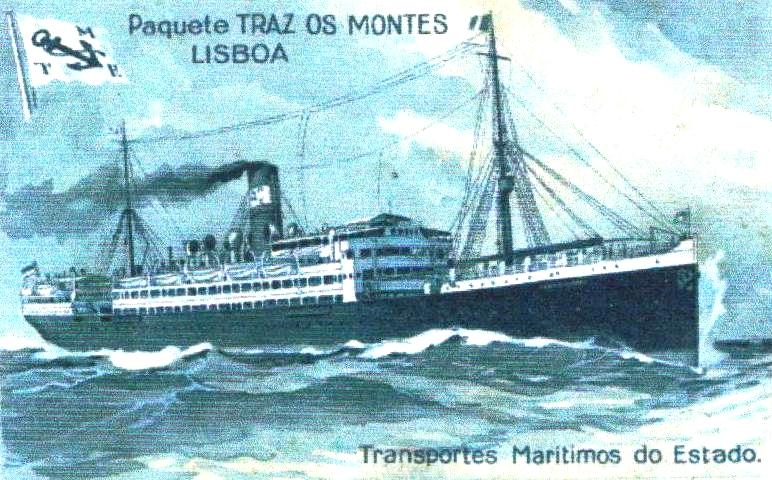
Als Traz-os-Montes auf einer Postkarte nach 1916

In Lissabon waren schließlich über dreißig deutsche Passagier- und Frachtschiffe versammelt. Auf Drängen Großbritanniens veranlasste die portugiesische Regierung die Beschlagnahme dieser Schiffe am 23. Februar 1916. Darauf erfolgte die deutsche Kriegserklärung an Portugal am 9. März 1916. Die beschlagnahmten Schiffe wurden der neugegründeten Staatsreederei Transportes Maritimos do Estado zugewiesen. Die Bülow erhielt den Namen Tras-os-Montes nach der gleichnamigen portugiesischen Region.
Wie die anderen beschlagnahmten Schiffe wurde die Tras-os-Montes zur Unterstützung der Kriegsanstrengungen der Entente eingesetzt. Dabei wurde sie wie zwei Drittel der beschlagnahmten deutschen Schiffe an Großbritannien verchartert. Bereedert wurde die Tras-os-Montes dort von der Reederei Furness, Withy & Co., die das Schiff für Truppentransporte sowie Fahrten an die amerikanische Ostküste nach New York einsetzte und den Dampfer schließlich an die Cunard Line vercharterte. Nach Kriegsende kehrte die Tras-os-Montes nach Portugal zurück.
Dort suchte die Reederei Transportes Maritimos Do Estado nach neuen Einsatzmöglichkeiten für ihre Schiffe und eröffnete mehrere – zuletzt von der 1902 eingestellten Mala Real Portuguesa betriebene – Linien nach Brasilien. Die Tras-os-Montes bediente zusammen mit der Porto (ex dt. Prinz Heinrich) die Strecke in den Süden Brasiliens. Die Route führte von Lissabon über Funchal auf Madeira über den Atlantik nach Recife, Bahia und Rio de Janeiro. Bereits 1921 wurden die Linienverbindungen eingestellt und die Tras-os-Montes bis zum Verkauf 1924 aufgelegt.

### Nyassader Companhia Nacional de Navegação (1924–1951)
Käufer des Schiffes war die 1881 gegründete Reederei Companhia Nacional de Navegação, die einen Personen- und Frachttransport zwischen dem Mutterland und den portugiesischen Kolonien in Afrika betrieb. Sie benannte den Dampfer nach der Provinz Niassa im Norden Mosambiks in Nyassa um, der Heimathafen blieb Lissabon.
Die Reederei setzte das Schiff zunächst in ihrem Afrika-Dienst ein, die Nyassa bediente Häfen zwischen dem Mutterland und Portugiesisch-Guinea, Angola und Mosambik. Im Dezember 1929 befuhr die Nyassa die neue Route von Lissabon nach Brasilien, wo sie die Häfen von Santos, Rio de Janeiro und gelegentlich Pernambuco anlief. Zusammen mit den Schiffen Lourenço Marques (ex dt. Admiral). Quanza, Moçambique (ex frz. Bruxellevilles) und Angola (ex frz. Albertville) bediente sie diese Verbindung bis August 1932, bevor die Reederei diesen Dienst einstellte. Bis dahin hatte die Nyassa 14 Hin- und Rückfahrten unternommen. Zwischendurch hatte das portugiesische Verteidigungsministerium die Nyassa kurzzeitig übernommen. Für die Niederschlagung der Militär-Revolte auf Madeira klassifizierte sie das Schiff zum Hilfskreuzer und setzte es im April und Mai 1931 für Truppentransporte zwischen dem Festland und dem Archipel ein. Nach 1932 lief die Nyassa wieder in das alte Fahrgebiet in Afrika bis nach Mosambik, in dem sie auch den Postdienst versah.

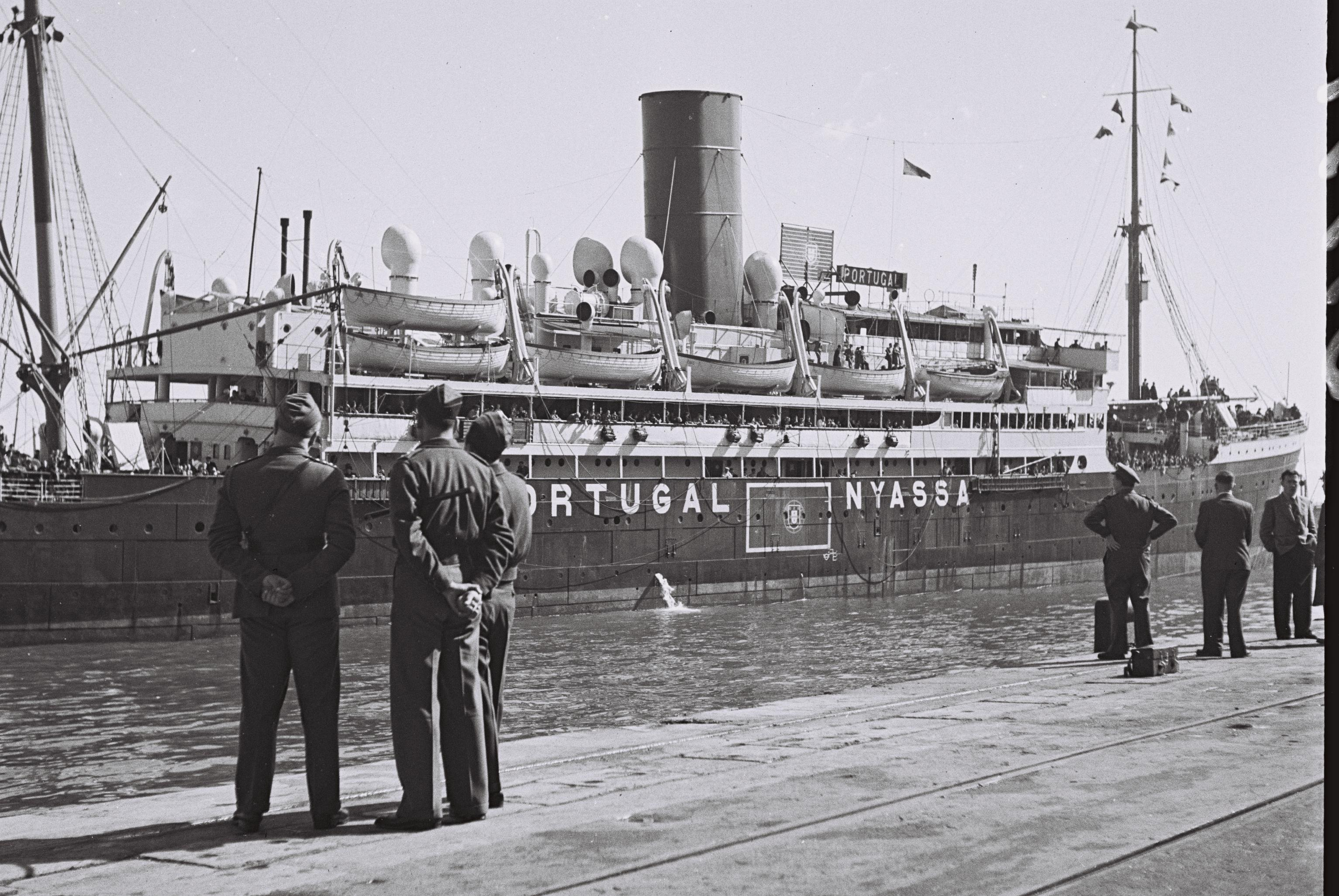
Nyassa in Haifa, Palästina, 1. Februar 1944

Während des Zweiten Weltkrieges füllte die Reederei die Lücke entfallender Verbindung der Konkurrenz und setzte die Nyassa erneut in der Transatlantikfahrt ein. Von 1940 bis 1944 verband sie wieder Portugal mit Häfen in Nord- und Südamerika: Insgesamt führte sie während dieser Zeit 14 Fahrten zwischen Portugal und Häfen in Brasilien, Argentinien sowie Mexiko durch und lief dabei an der Ostküste der Vereinigten Staaten auch Häfen wie New York, Baltimore oder Philadelphia an. Im Frühjahr 1941 stieß die Nyassa auf der Rückfahrt nach Portugal am 20. März vor Kap Verde auf ein Rettungsboot mit 23 Überlebenden. Sie stammten vom weniger Tage zuvor durch das deutsche U-Boot U 106 torpedierten britischen Frachter Andalusian, dessen Überlebende die Nyassa aufnahm und nach Funchal auf Madeira brachte.
Bei ihren Fahrten während des Zweiten Weltkriegs beförderte die Nyassa häufig europäische Flüchtlinge, darunter auch zahlreiche Juden und Exilspanier, die vor dem Franco-Regime flohen. Bei insgesamt 9 Überfahrten während dieser Zeit hatte das Joint Distribution Committee (JDC) für jüdische Flüchtlinge die Reise organisiert und die Kosten für die Tickets ganz oder teilweise übernommen. Die entsprechenden Passagierlisten sind in den JDC-Archives dokumentiert und einsehbar. Dort ist auch eine besondere Passagierliste zu finden für eine Fahrt, die die Nyassa im Januar 1944 von Lisabon aus über Cádiz nach Haifa im damaligen Mandatsgebiet Palästina führte, wo sie am 1. Februar 1944 europäische Flüchtlinge anlanden konnte.
Nach dem Krieg kehrte die Nyassa wieder in den Postdienst mit den Verbindungen nach Angola und Mosambik zurück. Doch bereits 1949 wurde das inzwischen letzte Schiff der Feldherren-Klasse wieder aus dem Dienst genommen. Eine letzte Fahrt führte sie Ende Dezember 1949 im Rahmen der in Portugal beliebten Neujahrskreuzfahrten durch, die Madeira als Ziel hatten. Die Abfahrt in Lissabon erfolgte am 27. Dezember, rechtzeitig kam das Schiff am 31. Dezember in Madeira an und erreichte am 3. Januar 1950 wieder Lissabon. Das war die letzte kommerzielle Fahrt des Schiffes, bevor es aufgelegt wurde. 1951 wurde es schließlich in Blyth bei Hughes Bolkow abgewrackt.